# Mercedes Ruehl
Mercedes J. Ruehl (Jackson Heights (Queens); 28 de febrero de 1948) es una actriz estadounidense de teatro, cine y televisión.

## Biografía
Ruehl asistió a la universidad de New Rochelleand, donde se graduó en 1969. 
Tuvo un hijo, Cristopher (1976), a quien tuvo que dar en adopción cuando ella tenía 28 años. Se volvieron a reunir cuando él cumplió los 21 años de edad (en 1997).
Está casada con el pintor David Geiser, con quien adoptó un hijo, Jake (nacido en 1997). 
Más tarde, Cristopher se convirtió en padrino de Jake.

## Premios
Premios Oscar
| Año  | Categoría               | Película        | Resultado |
| ---- | ----------------------- | --------------- | --------- |
| 1992 | Mejor Actriz de Reparto | El rey pescador | Ganadora  |

Globos de Oro
| Año  | Categoría               | Película        | Resultado |
| ---- | ----------------------- | --------------- | --------- |
| 1991 | Mejor Actriz de Reparto | The Fisher King | Ganadora  |

Premios Tony
| Año  | Categoría                                    | Película        | Resultado |
| ---- | -------------------------------------------- | --------------- | --------- |
| 1991 | Mejor actriz principal en una obra de teatro | Lost in Yonkers | Ganadora  |

Festival Internacional de Cine de Venecia
| Año  | Categoría                          | Película        | Resultado |
| ---- | ---------------------------------- | --------------- | --------- |
| 1991 | Premio Pasinetti a la mejor actriz | El rey pescador | Ganadora  |